# Camerata vocalis
Die Camerata vocalis ist ein deutscher Chor. Als Kammerchor der Universität Tübingen legt er den Schwerpunkt seiner musikalischen Arbeit auf die Erarbeitung eines stilistisch weit gefächerten A-cappella-Repertoires. Neben Konzerten in Tübingen und Umgebung haben Schallplatten- und CD-Aufnahmen, Rundfunk- und Fernsehproduktionen sowie zahlreiche Konzertreisen innerhalb und außerhalb Europas das Ensemble über Tübingen hinaus bekannt gemacht.

## Von 1973 bis 1999
Im Jahre 1973 wurde die Camerata vocalis als Kammerchor der Universität von Universitätsmusikdirektor Alexander Šumski gegründet und bis zu seiner Pensionierung im Jahre 1999 geleitet. Besondere Akzente der musikalischen Arbeit in dieser Zeit sind die Musik der Ostkirche, die Wiederentdeckung und Aufarbeitung der Musik in oberschwäbischen Klöstern sowie insgesamt fünf Konzertreisen in etliche afrikanische Länder. Musik von oberschwäbischen Komponisten wie Nikolaus Betscher, Andreas Heichlinger, Franz Schnitzer und Ernestus Weinrauch, die nach der Säkularisation in Vergessenheit geriet und in Archiven oder Dachböden von Pfarrhäusern überdauerte, wurde für die Aufführung eingerichtet, in Zusammenarbeit mit dem Südwestfunk in Baden-Baden eingespielt und in Konzerten vor Ort quasi erneut uraufgeführt. Die Afrikareisen waren in Projekte des Deutschen Musikrates eingebunden, in deren Verlauf der Chor neben Konzerten bei Chorleiterseminaren als Demonstrations- und Arbeitschor zur Verfügung stand. In den Jahren von 1986 bis 1996 wurden Somalia, Kenia, Sambia, Malawi, Togo, Kamerun, Gabun, Uganda, Äthiopien, Eritrea, Namibia und Südafrika besucht.

## Von 1999 bis 2010
Von 1999 bis 2010 wurde die Camerata vocalis von Universitätsmusikdirektor Tobias Hiller geleitet. Das Ensemble folgte Einladungen zu Internationalen Universitätschortreffen nach València und Poznań, sang zur zentralen Feier 525 Jahre Universität Tübingen in Anwesenheit des Bundespräsidenten und errang beim 40. Internationalen Chorwettbewerb 2003 in Spittal an der Drau in der Kategorie Kunstlied den dritten Preis. Es entstanden weitere vier CDs in Kooperation mit dem SWR. Im Dezember 2006 erfolgte eine bemerkenswerte Aufführung der h-Moll-Messe von Bach in Tübingen. Reisen außerhalb Europas führten das Ensemble nach China, Marokko, Brasilien, USA und Kanada.
Für oratorische Aufführungen zum Akademischen Chor erweitert, wurde unter anderem 2005 zur Eröffnung des Festivals Europäische Kirchenmusik in Schwäbisch Gmünd Brittens War Requiem und 2008 das Oratorium Jeanne d’Arc von Arthur Honegger aufgeführt.
Nach dem Tod ihres Leiters im Juli 2010 arbeitete der Chor bis zur Neubesetzung im April 2011 mit wechselnden Gastdirigenten.

## Seit 2011
Seit dem 1. April 2011 hat Philipp Amelung das Amt des Universitätsmusikdirektors der Universität Tübingen übernommen und damit auch die Leitung der Camerata vocalis.
2012 unternahm die Camerata Vocalis eine Konzertreise nach Israel und Palästina,
2013 nach Brasilien und 2014 nach Leipzig und Dresden. Nach der Pandemie wurden die Konzertreisen wieder aufgenommen, 2024 nach Griechenland und 2025 nach England und Wales.

## Wesentliches in Kürze
Schallplatten und CD-Produktionen:
- mehrere Aufnahmen von Komponisten aus Oberschwaben, eingespielt mit dem Sinfonieorchester des SWF Baden-Baden
- Aufnahmen a cappella mit Werken von Liszt, Bruckner, Brahms etc.
- "Hörbücher": Helfen zu graben den Brunnen des Lebens, Mörike, Engelsgesänge, Liebeleyen
- Livemitschnitt Konzert h-Moll-Messe

Konzerte in Europa:
- Belgien, Niederlande, Frankreich, Spanien, Italien, Schweiz, Österreich, Ungarn, Rumänien, Bulgarien, Albanien, Griechenland, Zypern, Tschechien, Polen, Russland, Schweden, Irland

Teilnahme an internationalen Wettbewerben:
- Spittal 2003 (3. Preis Kunstlied)
- Maasmechelen 2007
- Cork 2009

Ausgewählte Höhepunkte:
- Fernsehproduktion in der Birnau am Bodensee
- Mitwirkung bei Weihnachten mit dem Bundespräsidenten 1998
- Konzerte bei der EXPO2000 in Hannover
- Aufführung der h-Moll-Messe 2006
- Einladung zur ACDA NW Divisional Convention in Vancouver BC 2008[6]